# Pablo Trincia

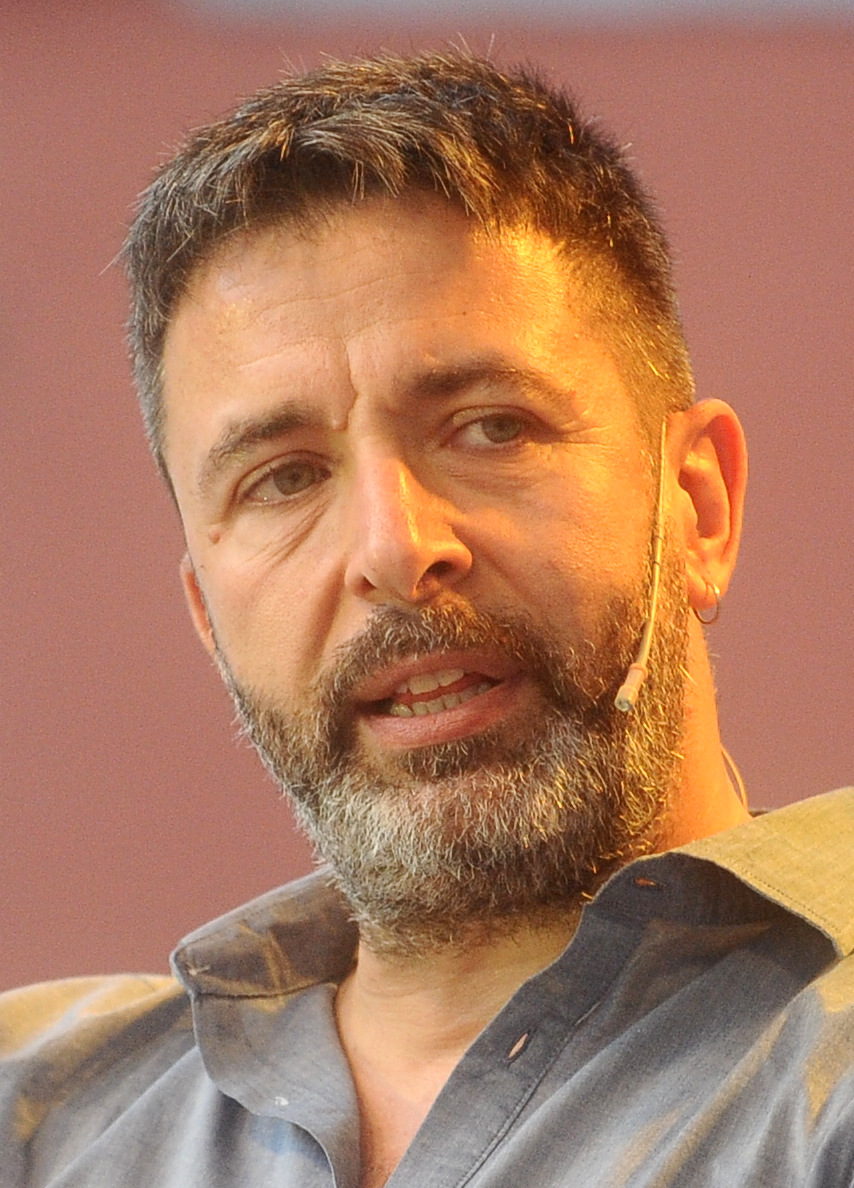
Pablo Trincia al festival Trentino 2060 a Borgo Valsugana nel 2025

Pablo Trincia (Lipsia, 24 settembre 1977) è un autore televisivo, giornalista e personaggio televisivo italiano.

## Biografia
Nato a Lipsia, nell'allora Germania Est, da padre italiano e da madre iraniana, si trasferisce con la famiglia a Milano. Viene chiamato Pablo in onore del poeta Pablo Neruda, amico del nonno materno. Studia al Liceo - Ginnasio Alessandro Manzoni, si diploma nel 1997 e nel 2000, a 23 anni, si trasferisce a Londra dove si laurea in lingue e letterature africane alla School of Oriental and African Studies dell'Università di Londra. Nel 2003 torna a Milano, collaborando con PeaceReporter, sito d'informazione per il quale scrive notizie sull'Africa. Nel 2005 intraprende la carriera di giornalista freelance collaborando con diverse testate – fra cui La Stampa, il Venerdì di Repubblica, Io Donna, Panorama, l'Espresso, Berliner Kurier, Vanity Fair, Die Welt e The Independent – trattando prevalentemente di America latina, Asia e Africa.
Dal 2009 diventa inviato del programma di Italia 1 Le Iene, esordendo con un servizio sull'arresto di un narcotrafficante. Il 5 agosto 2014 lascia Mediaset per collaborare con le trasmissioni Servizio pubblico e Announo su LA7. Terminata l'esperienza, dal settembre 2015 collabora con la casa di produzione Magnolia alla realizzazione di nuovi format, e col giornale online Fanpage.it per la webserie Toxicity, che si presenta come un'inchiesta sulle droghe più diffuse, sulla tossicodipendenza e sul disagio sociale associato.
Dal 17 luglio 2016, conduce sul canale Nove, LUPI - Limited Access Area una trasmissione che presenta reportage di vari giornalisti, poi, dal 23 novembre 2016 su Rai 2 la trasmissione Mai più bullismo, in quattro puntate di seconda serata. Dal gennaio 2017 co-conduce con Valentina Petrini il programma Cacciatori sul canale Nove, contemporaneamente torna tra gli inviati della trasmissione Le Iene. Dall'ottobre 2017 è coautore insieme a Alessia Rafanelli di Veleno, un'audio-inchiesta a puntate in podcast sul sito de La Repubblica, che racconta il caso dei diavoli della Bassa modenese, un fatto di cronaca accaduto tra il 1997 e il 1998.
Nel 2019 pubblica Veleno-Una storia vera, il suo primo libro edito da Einaudi. Nel settembre 2019 diventa inviato di Chi l'ha visto?, che lascerà l'anno successivo. Nel 2021 Veleno, prodotta da Fremantle con la regia di Hugo Berkeley, diventa la prima docuserie italiana ispirata da un podcast e da un libro. Dal novembre 2021 è il responsabile creativo di Chora Media, la più grande podcast company italiana.
Nel 2022 è la voce narrante, sulla piattaforma streaming audio Spotify, del podcast documentario Il dito di Dio - Voci dalla Concordia dove racconta la tragedia del naufragio della Costa Concordia. Sempre nello stesso anno pubblica un altro podcast originale Spotify Megalopolis - Mumbai 2050, in cui compara l'attuale città indiana con una visione futura immaginaria, basata su proiezioni reali. Nel 2023, in ricordo del trentesimo anniversario delle vicende narrate, pubblica su tutte le piattaforme Dove nessuno guarda - il caso Elisa Claps, un podcast true crime che racconta l'omicidio di Elisa Claps e la storia del suo assassino, Danilo Restivo.
Nel 2024, è la voce narrante e coautóre con Luca Lancise del podcast Sangue loro - Il ragazzo mandato a uccidere. Podcast originale di Sky Italia e Sky TG24, realizzato da Chora Media che racconta l'attentato all'agenzia British Airways a Roma nel 1985.
Sempre nel 2024 è coautore e voce narrante di E poi il silenzio- Il disastro di Rigopiano, podcast originale di Sky Italia e Sky TG24, realizzato da Chora Media, che racconta la vicenda della valanga di Rigopiano.
Nel 2025 è co-autore, insieme a Debora Campanella, e voce narrante de Il cono d'ombra - La storia di Denis Bergamini,  podcast originale di Sky Italia e Sky TG24, che racconta la vicenda della morte del calciatore del Cosenza Denis Bergamini.

## Premi e riconoscimenti
- Ha vinto due volte il Premio giornalistico televisivo Ilaria Alpi, nel 2010 con "Infiltrato tra i profughi afghani" e nel 2013 con "Krokodil, la droga che ti mangia".
- Nel 2015 gli è conferito il premio Luchetta, per l'inchiesta Bambino per Bambino, storia della ricerca del piccolo Ismail Mesinovic, rapito dal padre in Italia e portato in Siria.[7][8]
- Nel 2018 il podcast Veleno, scritto con Alessia Rafanelli, che racconta la vera storia del caso dei Diavoli della Bassa Modenese, vince l'Investigation and Forensic Award.
- Nel 2020 il libro "Veleno", edito da Einaudi, vince la 56ª edizione del Premio Estense.

## Curiosità
Afferma di saper parlare molte lingue:
- il persiano (lingua materna)
- il tedesco (madrelingua)
- l'italiano (lingua paterna)
- l'inglese (imparato durante gli studi a Londra)
- lo swahili (imparato durante gli studi universitari e il soggiorno a Zanzibar)
- l'hindi (imparato durante gli studi e i viaggi in India)
- il wolof (appreso in Senegal)
- il francese (imparato in Mali)
- lo spagnolo (appreso dai libri di Pablo Neruda)
- il portoghese (imparato in Brasile)
- il russo

## Televisione
- Le Iene, Italia 1 (2009-2014; 2017-2019)
- Servizio pubblico, LA7 (2014-2015)
- Announo, LA7 (2014-2015)
- ToxiCity, Fanpage.it (2016)
- LUPI - Limited Access Area, Nove (2016 - in corso)
- Mai più bullismo, Rai 2 (2016-2018)
- Cacciatori, Nove (2017)
- Hello Goodbye, Real Time (2018)
- Chi l'ha visto?, Rai 3 (2019 - 2020)
- Veleno - Amazon Prime Video (2021)
- Essere Umani - Lo spettro di Mumbai sul nostro futuro - Sky Italia (2022)
- Dove nessuno guarda - Il caso Elisa Claps - Sky Italia (2023)
- Essere umani - Le cicatrici di Cape Town - Sky Italia (2024)
- E poi il silenzio - Il disastro di Rigopiano - Sky Italia (2024)
- Il cono d'ombra - La storia di Denis Bergamini - Sky Italia (2025)

## Podcast
- Veleno (2017) - realizzato per Repubblica
- Buio (2019) - esclusiva Audible
- Le guerre di Anna (2020) - esclusiva Audible
- Il dito di Dio (2021) - esclusiva Spotify
- Megalopolis - Mumbai 2050 (2022) - esclusiva Spotify
- Crac! (2022) - esclusiva Audible
- L'inferno di El Alamein (2022) - realizzato per Chora Media
- Dove nessuno guarda: il caso Elisa Claps (2023) - realizzato per Chora Media[10]
- Sangue loro - Il ragazzo mandato a uccidere (2024) - realizzato per Sky
- E poi il silenzio - Il disastro di Rigopiano (2024) - realizzato per Sky
- Il cono d'ombra - La storia di Denis Bergamini (2025) - realizzato per Sky